# Aeropuerto de Sligo
El aeropuerto de Sligo (en irlandés: Aerfort Shligigh) está ubicado en Strandhill, condado de Sligo, a 9,3 km al oeste de Sligo, al final de la carretera R277, en Irlanda. El aeropuerto es un pequeño aeródromo regional y no ha tenido rutas programadas desde 2011.
Es la sede del Sligo Aero Club (un centro de entrenamiento registrado) y la base noroeste de la Guardia Costera irlandesa. Desde el aeropuerto se realizan vuelos privados de entrenamiento, paracaidismo y saltos benéficos.

## Historia
En 1974, la Sligo Airport Company se registra como sociedad de responsabilidad limitada. Se creó para desarrollar un terreno alquilado en Strandhill, en el condado de Sligo, como pista de aterrizaje de césped para vuelos privados y formación de pilotos por parte del Sligo Aero Club. En 1981, el equipo de desarrollo del condado de Sligo tomó la iniciativa, en cooperación con el consejo del condado de Sligo y el consejo municipal de Sligo, de establecer un aeropuerto regional adecuado para Sligo y la región noroeste. El Equipo de Desarrollo del Condado estableció un Comité de Desarrollo del Aeropuerto, bajo la presidencia del Administrador del Condado, para avanzar en el proyecto. El objetivo principal de la compañía era establecer un enlace aéreo directo entre Sligo y Dublín, facilitar mejores medios de acceso al noroeste para los negocios y el turismo, y proporcionar los enlaces de comunicación modernos a los mercados, necesarios para atraer importantes inversiones hacia la zona. Ese mismo año se completó la pista asfaltada y la vía de acceso. 
A principios de 1983, se completó el edificio de la terminal del aeropuerto de Sligo y la extinta aerolínea Avair inició el primer servicio comercial entre Sligo y el aeropuerto de Dublín el 4 de julio. El servicio operaba dos veces al día. En 1985 Avair cesó el servicio. En 1987 Iona Airways retomaría la ruta, para suspenderla en 1988, cuando Aer Lingus comenzó a operar la ruta de Sligo a Dublín utilizando aviones Short 360, dos veces al día, aumentándolos a tres vuelos diarios en 1990.
En 1990 Ryanair comenzó a operar el primer servicio comercial internacional desde el aeropuerto de Sligo con vuelos al aeropuerto de Londres-Luton utilizando un ATR 42. En 1991, debido a un cambio de flota de la compañía (desechando los aviones pequeños en favor de los Boeing 737-200), Ryanair tuvo que retirar este servicio por falta de pasajeros para llenar un avión mayor.
En 1999, Aer Arann se hizo cargo de la ruta de Sligo a Dublín de Aer Lingus, utilizando igualmente aeronaves Short 360. En 2002, la extinta Euroceltic Airways se adjudica el contrato subvencionado para operar la ruta de Sligo a Dublín. Operaron esta ruta desde julio de 2002 hasta enero de 2003, cuando la aerolínea dejó de existir. Ese mismo año Aer Arann es restituida como operador de la ruta de Sligo a Dublín. Continuaron operando este servicio utilizando ATR 42 o ATR 72 hasta julio de 2011. En 2007, Aer Arann comenzó a operar un servicio de Sligo al aeropuerto de Manchester utilizando ATR 42 y ATR 72. Esta ruta fue inaugurada por Sir Alex Ferguson y duró 18 meses.
En febrero de 2011, el Gobierno anuncia la retirada de la financiación de Obligación de Servicio Público de varias rutas nacionales, como la ruta Dublín-Sligo, Dublín-Galway, Dublín-Knock o Dublín-Derry. Como consecuencia Aer Arann abandona el aeropuerto el 21 de julio. Ese será el último vuelo programado que despegue de Sligo.
Desde entonces, el aeropuerto de Sligo continúa funcionando como base noroeste para el helicóptero de búsqueda y rescate de la Guardia Costera de Irlanda utilizando un helicóptero Sikorsky S-61, más tarde reemplazado por un Sikorsky S-62 operado por CHC Irlanda. También operan en el aeropuerto pequeños aviones privados, incluidos aviones como Cessna, Piper y Beechcraft. Aero Club de Sligo continúa operando desde el aeropuerto. 

## Accidentes e incidentes
Al igual que aeropuertos como el de Gibraltar y Funchal, Sligo carece de margen de seguridad para sobrepasos y rebases porque la península en la que se ubica tiene menos de 2 km de largo. El 2 de noviembre de 2002, un Euroceltic Fokker F-27 (matrícula G-ECAT) se disponía a aterrizar, tras un vuelo de rutina desde Dublín, cuando invadió la pista. Después de aterrizar primero con la rueda de morro casi a mitad de la pista, el avión finalmente se detuvo con el morro en el mar y el tren de aterrizaje principal en un terraplén. Los pasajeros fueron evacuados y no se reportaron víctimas. Sin embargo, dos semanas más tarde, la compañía declaró que el avión estaba dado de baja debido a los daños causados por el agua salada en la cabina. La causa del accidente fue una "aproximación rápida y baja, que provocó que la aeronave aterrizara tarde, más allá del punto normal de aterrizaje, imposibilitando así detener la aeronave en la pista restante disponible". El piloto en ese momento había sido puesto bajo restricciones luego de una auditoría de Euroceltic por parte de la Autoridad Civil del Reino Unido, como se señala en el párrafo 1.18.2 del informe de la Unidad de investigación de accidentes aéreos. El piloto jefe de Euroceltic "estaba utilizando un tono de instructor y entrenando" al piloto durante el aterrizaje, como se indica en el párrafo 2.1 del informe. El informe de la Unidad de investigación de accidentes aéreos también señala en el párrafo 2.1 que "si bien las condiciones meteorológicas eran difíciles, estaban dentro de los límites para el tipo de aproximación y había muy poco componente de viento cruzado" y en el párrafo 2.2 que "no había agua estancada significativa en la pista". durante el aterrizaje.